# Chauncy Harris
Pour les articles homonymes, voir Harris.
Chauncy Dennison Harris, né le 31 janvier 1914 à Logan dans l'Utah et mort le 26 décembre 2003 à Chicago, est un géographe américain.
Pionnier de la géographie moderne, il sut, par ses travaux innovants dans le domaine de la géographie urbaine des États-Unis ― en particulier ses articles « The Nature of Cities » et « A Functional Classification of Cities in the United States » ―, ainsi que par ses travaux sur l’Union soviétique pendant et après la guerre froide, se hisser au rang d’un des géographes urbains les plus éminents au monde. Il fournit par ailleurs de notables contributions à l’ethnogéographie, se rapportant plus particulièrement aux minorités ethniques non russes vivant à l’intérieur de l’Union soviétique. Harris voyageait souvent en Union soviétique, avait appris le russe, et s’efforça d’établir un dialogue sain entre universitaires américains et soviétiques.

## Vie et carrière
Fils du recteur de l’université Brigham Young Franklin S. Harris, il manifesta tôt de l’intérêt pour la géographie, déclarant à sa famille, au terme de ses études primaires, vouloir devenir géographe. En 1933, il obtint une licence (Bachelor of Arts) de géographie à l’université Brigham Young, dans l’Utah. Major de sa promotion, Harris fut le premier de l’université Brigham Young à bénéficier d’une bourse Rhodes, à l’aide de laquelle il s’en alla s’inscrire à l’université d’Oxford, où il passa une seconde licence, suivie d’une maîtrise. Il obtint également une maîtrise en arts (M.A.) à la London School of Economics, avant de retourner aux États-Unis. Il compléta sa formation par un doctorat à l’université de Chicago en 1940 ; la thèse de doctorat qu’il soutint était intitulée Salt Lake City - a Regional Capital in 1940.
Après de brefs passages à université d’Indiana et à l’université du Nebraska, Harris fut nommé en 1943 professeur assistant de géographie à l’Université de Chicago. Aux alentours de cette même date, il fut appelé à accomplir son service militaire au Département d’État, au service de géographie, à Washington. Il y fut intrigué par le mystère entourant l’Union soviétique. Il entreprit alors d’étudier le russe et s’appliqua à explorer les informations cartographiques et statistiques disponibles sur ce pays. En 1945, il fit paraître ses deux premiers ouvrages sur l’Union soviétique. Ceux-ci lui permirent de se trouver bien en possession du sujet lorsque, à la fin des années 1950, l’Union soviétique commença à s’ouvrir aux étrangers ; au moment de sa première visite, il était déjà en effet un expert reconnu et respecté dans ce domaine. Dans le cours de sa carrière, il effectua 14 voyages en Union soviétique et s’engagea à stimuler et promouvoir la collaboration entre géographes américains et russes.
Outre ses travaux sur l’Union soviétique, Harris apporta plusieurs contributions importantes au domaine de la géographie urbaine des États-Unis. En particulier, il écrivit en 1945, conjointement avec Edward Ullman, un article intitulé « The Nature of Cities », qui fut publié dans Annals of the American Academy of Political and Social Science ; les auteurs y exposaient le modèle de développement urbain « à noyaux multiples », qui se révélera de portée prophétique pour appréhender les villes américaines de la fin du XXe siècle. Ce modèle constitue une alternative aux modèles de « ville concentrique » et de « ville sectorielle », ou, plutôt, complète et affine le modèle sectoriel, dont il constitue une variante, par une structure multipolaire, où la concurrence pour l’occupation du sol d’une part, des différences d’accessibilité et d’attractivité, et plus généralement l’existence d’économies et de déséconomies d’agglomération, d’autre part, conduisent au développement de centres supposés indépendants concentrant des activités de niveaux variés.
Durant sa carrière professionnelle, Harris occupa plusieurs positions importantes et prestigieuses, dont celle de doyen de la faculté des sciences sociales de l’université de Chicago (de 1954 à 1960). Il fit partie du corps professoral de cette université sans discontinuer de 1943 à 1984, puis resta actif encore, jusqu’à sa mort en 2003, comme professeur émérite de géographie au titre de l’éméritat Samuel N. Harper Distinguished Service.

## Récompenses et fonctions d’honneur
- Président de l’Association of American Geographers (1957).
- Président de l’American Association for the Advancement of Slavic Studies (1962).
- Conseiller de l’American Geographical Society de 1961 à 1974.
- Secrétaire général et trésorier de l’Union géographique internationale (1968-1976).
- Vice-président de l’American Geographical Society de 1969 à 1974.
- Membre permanent du comité éditorial de la Geographical Review éditée par l’American Geographical Society.
- Cofondateur de Soviet Geography de l’American Geographical Society, revue dont il fut coéditeur pendant de longues années.
- En 1985, l’American Geographical Society lui décerna la médaille géographique Cullum[4].
- Enfin, en 1987, la Royal Geographical Society britannique l’honora de sa médaille Victoria[5]